# Ntem (Fluss)
Der Ntem, in der deutschen Kolonialzeit auch Kampo bzw. Kampofluss, spanisch auch: Rio Campo genannt, ist ein Fluss im zentralen Afrika.

## Verlauf
Er hat seine Quellen in Gabun, im Nationalpark Minkébé in der Provinz Woleu-Ntem, auf etwa 600 Metern, in einem engen Netz aus kleinen Flüssen. Von dort fließt er in west – nordwestlicher Richtung, der Grenze zu Kamerun entgegen, an der er den Kom aufnimmt. Von da ab bildet er auf einer Länge von etwa 30 Kilometern die Grenze zwischen den beiden Staaten. In seinem weiteren Verlauf in westlicher Richtung durchfließt er den Südwesten Kameruns, bis er etwa 100 Kilometer vor der Mündung zum Memve’ele Reservoir gestaut wird, einem stark verzweigten See mit vielen Inseln, der zur Energiegewinnung genutzt wird.

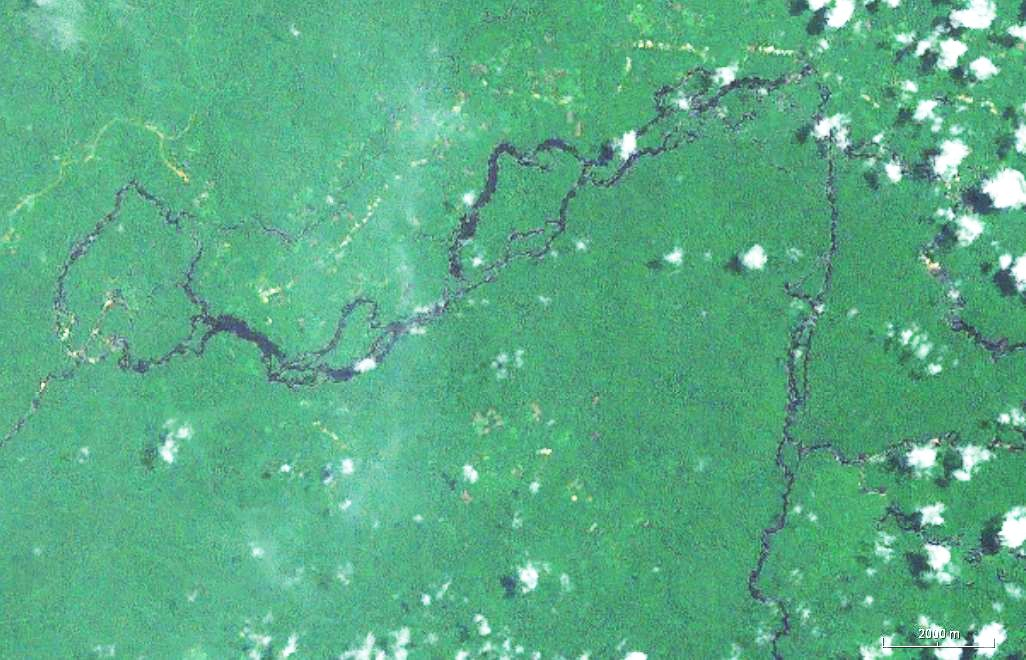
Memve'ele Reservoir

 Nach dem Reservoir fließt er in südwestlicher Richtung, dem Campo-Ma’an-Nationalpark entlang, der Grenze zu Äquatorialguinea entgegen, die er etwa 50 Kilometer vor der Mündung erreicht. Dort teilt sich der Fluss in einen Hauptarm, und den nördlichen Nebenarm, den Bangola, und bildet mit ihm die Insel „Ila Dipikar“. Kurz vor der Mündung vereinigt sich der Ntem, der hier meist als Rio Campo bezeichnet wird, wieder mit dem Bangola. Im Süden grenzt er an der Mündung an das Rio-Campo-Naturreservat, und im Norden an den Campo-Ma’an-Nationalpark.

## Hydrometrie
Die Durchflussmenge des Flusses wurde an der Grenze zu Gabun in Ngoazik, bei etwa 1/2 des Einzugsgebiets, in m³/s gemessen

## Flora und Fauna

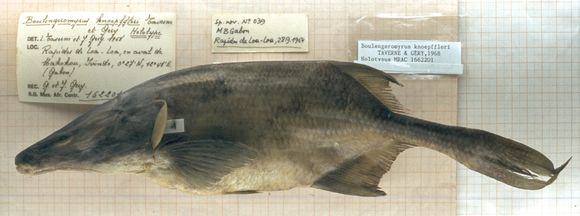
Boulengeromyrus knoepffleri

Der Ntem fließt durch oder grenzt an diverse Naturschutzgebiete (Campo-Ma’an-Nationalpark, Rio-Campo-Naturreservat, Nationalpark Minkébé). Zudem sind große Bereiche seines Einzugsgebietes in dünn besiedelten Gebieten. Der endemische Boulengeromyrus knoepffleri lebt in dem Fluss.